# اصل خون
اصل خون (به لاتین: Jus sanguinis) شیوه‌ای از اعطای تابعیت است که بر اساس آن ملیت هر شخص بر اساس ملیت یک یا هردوی والدین او تعیین می‌شود. این شهروندی یا تابعیت گاهی بر اساس اقوام فرهنگی یا اقلیت‌های اجتماعی نیز تعریف می‌گردد.
اصل خون در مقابل اصل خاک قرار می‌گیرد که دیگر شیوهٔ معمول برای اعطای تابعیت است. بر اساس اصل خاک هر فردی که در قلمرو یا سرزمین یک کشور متولد می‌شود تابعیت یا شهروندی آن کشور را هم دریافت می‌کند. البته بسیاری از کشورهای دنیا نیز تلفیقی از اصل خاک و اصل خون را در نظام تابعیتی خود گنجانده‌اند.

## تاریخچه
در اواخر سدهٔ ۱۹ میلادی افراد فرانسوی-آلمانی مانند ارنست رنان بر سر اعطای ملیت بحث کردند که باعث شد اصل خاک در فرانسه به رسمیت شمرده شود ولی یوهان گوتلیب فیشته معتقد بود که باور داشت ملیت باید بر اساس وراثت، نژاد (انسان) یا زبان باشد.
بسیاری از کشورها ترکیبی از اصل خاک و اصل خون دارند مانند: قانون شهروند ایالات متحده، قانون شهروندی آلمان، قانون شهروندی اسرائیل، قانون شهروندی کانادا، قانون شهروندی ایرلند، قانون شهروندی یونان.
به جز فرانسه بسیاری از کشورها هنوز از اصل خون تبعیت می‌کنند و افراد غیر بومی مقیم در کشورشان ملیت اعطا نمی‌کنند مثلاً در دانمارک تا سن ۱۸ سالگی به کودک متولد شده از والدین غیر بومی در خاک دانمارک، ملیت دانمارکی اعطا نمی‌شود.
در بعضی موارد از سوی پیمان‌های بین‌المللی از اصل خون برای ایجاد فشار بر روی مهاجران برای بازگشت به کشورشان استفاده می‌شود و کشورهایی مانند ایتالیا، یونان، ترکیه، بلغارستان و رومانی از این دست کشورها هستند که پیمان‌های بین‌المللی آنها را ملزوم به تبعیت از اصل خون می‌کنند.

## کشورهای پیرو اصل خون
- ارمنستان
- بلغارستان
- کرواسی
- استونی
- فنلاند
- آلمان
- یونان
- مجارستان
- هند
- جمهوری ایرلند
- اسرائیل
- ایتالیا
- تونس
- ایران طبق قوانین شهروندی ایران (بند ۹۷۶ قانون مدنی ایران) تابعیت ایرانی به افراد زیر تعلق می‌گیرد:

۱- کلیه ساکنین ایران به استثنای اشخاصی که تابعیت خارجی آنها مسّلم باشد.
۲- کسانی که پدر آنها ایرانی است. اعم از اینکه در ایران یا در خارجه متولد شده باشند.
۳- کسانی که در ایران متولد شده و پدر و مادر آنان غیرمعلوم باشد.
۴- کسانی که در ایران از پدر و مادر خارجی که یکی از آنها در ایران متولد شده، به وجود آمده‌اند.
۵-کسانی که در ایران از پدری که تبعه خارجه است به وجود آمده و بلافاصله پس از رسیدن به سن هجده سال تمام، لااقل یک سال دیگر در ایران اقامت کرده باشد.
۶- هر زن دارای تابعیت خارجی که با شوهر ایرانی ازدواج کرده‌است.
۷- هر تبعه خارجی که تابعیت ایرانی را کسب کرده‌است..
تبصره:بند ۴ و ۵ شامل فرزندان دیپلمات‌های سیاسی نمی‌گردد.
در صورت درخواست شناسنامه و پاسپورت ایرانی وی مشمول قوانین ایرانی از جمله سربازی می‌گردد.
- کیریباتی
- لیبریا
- لهستان
- رواندا
- صربستان
- اسلواکی
- کره جنوبی
- ترکیه
- اوکراین